# Mistrovství Československa jednotlivců na klasické ploché dráze 1955
Mistrovství Československa jednotlivců na klasické ploché dráze 1955 se skládalo z 4 závodů.

## Závody
Z1 = Pardubice – 12. 6. 1955
Z2 = Slaný – 19. 6. 1955
Z3 = Mariánské Lázně – 7. 7. 1955
Z4 = Chrudim – 17. 7. 1955

## Celkové výsledky
| Pořadí | Jméno            | Klub      | Body     | Body celkem |
| ------ | ---------------- | --------- | -------- | ----------- |
| 1.     | Hugo Rosák       | Praha     | 6,6,0,6  | 18          |
| 2.     | Rudolf Havelka   | Praha     | 3,3,4,4  | 14          |
| 3.     | Jan Lucák        |           | -,4,6,2  | 12          |
| 4.     | Josef Kysilka    | Praha     | 4,2,0,ns | 6           |
| 5.     | Václav Stanislav |           | 0,0,2,3  | 5           |
| 6.     | Miloslav Špinka  | Pardubice | 0,0,3,ns | 3           |
| 7.     | František Fiala  |           | 0,0,1,0  | 1           |

ns – nestartoval
Body za umístění ve finálové jízdě
1. místo – 6 bodů
2. místo – 4 body
3. místo – 3 body
4. místo – 2 body
5. místo – 1 bod